# Fistball ai Giochi mondiali 2022
Le competizioni di fistball  ai Giochi mondiali 2022 si sono svolte dal 10 al 14 luglio 2022 al Birmingham Southern College di Birmingham in Alabama, negli Stati Uniti d'America. L'evento era originariamente stato calendarizzato nel luglio 2021, ma i Giochi mondiali sono stati riprogrammati per l'anno successivo a seguito del rinvio dei Giochi olimpici estivi di Tokyo 2020, dovuto all'insorgere dell'emergenza sanitaria causata dalla pandemia di COVID-19.

## Podi
| Specialità                  | Oro      | Argento  | Bronzo  |
| Torneo maschile (dettagli)  | Germania | Svizzera | Brasile |
| Torneo femminile (dettagli) | Germania | Svizzera | Brasile |

## Medagliere
| Posiz. | Nazione  | Oro | Argento | Bronzo | Totale |
| ------ | -------- | --- | ------- | ------ | ------ |
| 1      | Germania | 0   | 0       | 1      | 1      |
| 2      | Svizzera | 0   | 0       | 1      | 1      |
| 3      | Brasile  | 0   | 0       | 1      | 1      |
| Totale | Totale   | 2   | 2       | 2      | 6      |